# Флейшер, Сергей Николаевич
Серге́й Никола́евич Фле́йшер (3 февраля 1856, Москва — 27 декабря 1918) — русский военачальник, генерал от кавалерии.

## Биография
Православный. Из дворян Московской губернии. Сын генерал-майора. Брат генерал-лейтенанта Н. Н. Флейшера, генерал-майора А. Н. Флейшера и генерал-лейтенанта Р. Н. Флейшера.
Окончил 1-й Московский кадетский корпус (1874) и 3-е военное Александровское училище (1876), откуда был выпущен подпоручиком с прикомандированием к лейб-гвардии Литовскому полку. Через год был переведён в тот же полк прапорщиком.
Чины: прапорщик гвардии (1877), подпоручик (1877), поручик (1878), есаул (1882), войсковой старшина (1891), полковник (за отличие, 1894), генерал-майор (1903), генерал-лейтенант (за отличие, 1910)
Участвовал в русско-турецкой войне 1877—1878 годов в составе Литовского полка. В 1882 году был переведён в 1-й Уманский полк Кубанского казачьего войска есаулом.
В 1888 году окончил Офицерскую кавалерийскую школу, в 1891 году был назначен в постоянный состав школы с оставлением в списках полка. В 1891—1897 годах состоял штаб-офицером, заведывающим обучающимися в Офицерской кавалерийской школе.
14 марта 1897 года назначен командиром 1-го Полтавского казачьего полка Кубанского казачьего войска. С 16 февраля 1901 года был командующим 2-й бригадой 2-й Кавказской казачьей дивизии. В 1903 году был произведён в генерал-майоры с утверждением в должности.
Был временным генерал-губернатором Елисаветпольской губернии (5 июля — 5 сентября 1904, 24 ноября 1905 — 16 января 1906, 16 апреля 1908 — 4 июля 1909). 22 июня 1910 года назначен начальником 2-й Кавказской казачьей дивизии, а 16 сентября 1912 — начальником Терской области и наказным атаманом Терского казачьего войска.
22 июля 1917 года произведен в генералы от кавалерии с увольнением от службы за болезнью. С 8 декабря 1918 года состоял в резерве чинов Добровольческой армии.
Умер 27 декабря 1918 года.

## Награды
- Орден Святой Анны 4-й ст. (1879)
- Орден Святого Станислава 3-й ст. с мечами и бантом (1879);
- Орден Святой Анны 3-й ст. (1885)
- Орден Святого Станислава 2-й ст. (1889)
- Орден Святой Анны 2-й ст. (1899)
- Орден Святого Владимира 4-й ст. с мечами и бантом (1901?)
- Орден Святого Владимира 3-й ст. (1904)
- Орден Святого Станислава 1-й ст. (1906)
- Орден Святой Анны 1-й ст. (1912)
- Орден Святого Владимира 2-й ст. (1915)
- Высочайшая благодарность (ВП 06.03.1915).
- Орден Белого Орла (ВП 10.04.1916).